# مونرو (داکوتای جنوبی)
مونرو(به انگلیسی: Monroe) شهری در ایالت داکوتای جنوبی کشور ایالات متحده آمریکا است که جمعیت آن در سرشماری سال ۲۰۱۰ میلادی، ۱۶۰ نفر بوده‌است.